# Pivovar Kytín
Pivovar Kytín je minipivovar ležící v okrese Praha-západ kousek od Mníšku pod Brdy

## Historie
První zmínky o Kytíně a následně i pivovaru pochází z roku 1321, kdy se nejprve zrodil Kytín a následně i díky blízkosti Zlaté stezky zde postupně vyrostl pivovar. Ten si toho hodně prošel a během válek byl postupně zničen. Obnova pivovaru započala 4. dubna v roce 2014, kdy se od základů postavil pivovar nový. Dokončen byl v roce 2017 s tím, že veřejnosti se otevřel 25. února téhož roku.

## Produkty pivovaru
Všechna Kytínská piva pivovaru jsou nefiltrovaná a nepasterizovaná.
- Kytínská 10 ° světlá
- Kytínská 11° polotmavá
- Helper 11° ALE
- Kytínská sváteční 12° světlá
- Kytínská 12° světlá
- Kytínská 12° tmavá
- Kytínský mazut 13°
- Kytínský doutnák 13°
- Little Horn IPA 15°